# ليلى ميلز
ليلى ميلز (بالإنجليزية: Leila Mills)‏ هي قاضية ومحامية أمريكية، ولدت في 1959.